# Turnov (planetka)
(4054) Turnov je planetka hlavního pásu s průměrem 40 km, kterou objevil Antonín Mrkos 5. října 1983 na observatoři Kleť.
Pojmenována je podle města Turnov.